# Pseudostenophylax burmanus
Pseudostenophylax burmanus är en nattsländeart som först beskrevs av Martin E. Mosely 1936.  Pseudostenophylax burmanus ingår i släktet Pseudostenophylax och familjen husmasknattsländor. Inga underarter finns listade i Catalogue of Life.